# جاراباکوآ
جاراباکوآ (به لاتین: Jarabacoa) یک منطقهٔ مسکونی در جمهوری دومینیکن است که در استان لا وگا واقع شده‌است. جاراباکوآ ۶۶۵٫۸۸ کیلومتر مربع مساحت و ۲۶۹٬۸۵۵ نفر جمعیت دارد و ۵۲۹ متر بالاتر از سطح دریا واقع شده‌است.